# Сарапики (река)
Сарапики (исп. Río Sarapiquí) — река в Коста-Рике, в провинции Эредия. Левый приток Сан-Хуана.
Берёт начало в Центральной Кордильере, стоками кратера вулкана Поас. Длина реки примерно 85 км. Протекая с юга на север, впадает в Сан-Хуан.
Населённые пункты на реке: Сан-Мигель, Ла-Вирхен, Пуэрто-Вьехо-де-Сарапики. Река даёт название окружающей местности — кантону Сарапики, самому большому в Эредии.
Долина реки проходит через фермерские хозяйства, на плантациях которых выращивают ананасы, бананы, пальмы, сахарный тростник. В прошлом, лодки, гружённые бананами, кофе и другими товарами, отправлялись вниз по реке и далее по направлению к Карибскому морю. После строительства железной дороги, связывающей центр страны с восточным побережьем, значение реки как транспортного пути упало.